# Galimzian Khussaínov
Galimzian Khussaínov   (Districte Nurlatsky, 27 de juny de 1937 - Moscou, 5 de febrer de 2010) és un exfutbolista rus de la dècada de 1960.
Fou 33 cops internacional amb la selecció de la Unió Soviètica. Pel que fa a clubs, defensà els colors de Krylia Sovetov Kuibyshev i FC Spartak Moscou.